# الحرب البيروية البوليفية 1828
اندلعت الحرب البيروفية البوليفية 1828، وهي غزو شنته بيرو على بوليفيا بقيادة أغوستين جامارا على هيئة تدخل أجنبي في صراع داخلي في جمهورية بوليفيا، وكانت إحدى أبرز الحروب في الدولة الحديثة، عقب ثلاث سنوات فقط من استقلالها، معرضًا استقلالها الذاتي للخطر نتيجة الاحتلال. كان الهدف من هذا الغزو إرغام قوات جمهورية كولومبيا على مغادرة بوليفيا، واستسلام أنطونيو خوسيه دي سوكري، ومنع فتح جبهة جنوبية في حالة نشوب حرب مع كولومبيا. أدى التدخل إلى زيادة حدة التوتر، وبلغ ذروته باندلاع الحرب بين كولومبيا الكبرى والبيرو.

## خلفية

### الاستقلال البيروفي والنظام البوليفاري
لم تحبذ الطبقة الأرستقراطية البيروفية قيام الحرب وكانت موالية للحكم الملكي لما حظيت به من امتيازات وشعرت بوجود صلة تجاه النظام الحاكم. خُشي كذلك من اندلاع حرب سباق كما حدث في عام 1780. سرعان ما أيد النبلاء نائب الملك عندما أشرف السكان الأصليين على تمرد هوانوكو وكوزكو الذي افتعله الشعب الكريولي.
نتيجة لذلك، جاءت جميع البدائل السياسية من مناطق هامشية بالنسبة إلى مدريد، كبوينس آيرس أو كاراكاس. كان التدخل الأجنبي الخيار الوحيد الذي من شأنه استحداث مشاريع استقلال جادة. أُعلن التدخل الأجنبي عقب اتفاق بين الوطنيين الغزاة والبيروفيين الملكيين، أي أن الأجانب هم من قادوا الحركة، وفشلوا بالتالي في تشكيل «دولة ثورية» تأسيسية، ما تسبب في إعاقة البيروفيين عن تنظيم مشروعهم المؤسسي الخاص لعدة أعوام. اتضح أن حقيقة حروب الاستقلال تلك كانت حربًا أهلية بين أقلية من الوطنيين مدعومة بقوات أجنبية وأغلبية ملكية.
في 20 سبتمبر 1822، استقال خوسيه دي سان مارتين من منصبه عقب اجتماع عقده مع سيمون بوليفار في غواياكيل، وخلفه مجلس عسكري. سرعان ما جُرّد المجلس العسكري من شرعيته لما لحق به من هزائم في معارك موكيغوا وتوراتا. تألف المؤتمر التأسيسي المعقود من ممثلين منتخبين بطريقة غير ديمقراطية وبقدر ضئيل من الشرعية نظرًا لخضوع غالبية السكان لحكم الأمر الواقع. تسبب جميع ذلك بانقلاب سانتا كروز في 27 يناير 1823 والذي انتهى بتولي خوسيه دي لا ريفا أغويرو منصب رئيس بيرو.
كانت جمهورية بيرو ما تزال في حالة حرب ضد الملكيين الذين قاوموا في كوزكو بأوامر من النائب خوسيه دي لا سيرنا، وغرقت في حالة من الفوضى لفترة لم تتمكن خلالها حتى تعزيزات الجنرال أنطونيو خوسيه دي سوكري من منع الانتكاسات. واجه الجيش التيارات المختلفة المؤيدة للاستقلال: النظام الملكي الضعيف في سان مارتين، والتيار الجمهوري الليبرالي والبرلماني (المتمثل بخوسيه فاوستينو سانشيز كاريون، وفرانشيسكو خافيير ماريتيغي وتليريا، وفرانشيسكو كزافييه دي لونا بيزارو)، والجمهورية القومية والعسكرية بقيادة ريفا أغويرو، ومشروع الاتحاد البوليفاري. كان لونا بيزارو الأكثر دعمًا من بين هؤلاء، إذ أيّد أن تكون بيرو ديمقراطية وتقدمية وخالية من الإسبان والكولومبيين والأرجنتينيين. عارض لونا النظام الملكي في سان مارتن وعسكريته ومشاريعه البوليفارية.
في 19 يونيو، طالب الكونغرس بتدخل شخصي في بوليفيا. جرى التوقيع سابقًا على اتفاقية المساعدة في 18 مارس بين خوان باز ديل كاستيلو وماريانو بورتوكاريرو، والتي تنص على أن كولومبيا ستزود بيرو بـ 6000 جندي بقيادة سوكري حتى وصول البوليفار. بعد أحد عشر يومًا، وقّع رافائيل أوردانيتا ورامون هيريرا في ليما على معاهدة جديدة تنص على استبدال الضحايا الكولومبيين بجنود كولومبيين موجودين بالفعل في البلد أو بسجناء إسبان. في النهاية، خدم 13,000 كولومبي في بيرو خلال هذه الحملة (بالإضافة إلى 3000 جندي وصل مع سوكري)، وعاد منهم 8,000 إلى بلادهم.
في 23 يونيو، أطاح الكونغرس بريفا أغويرو، الذي فر إلى تروخيو مع أنصاره، تاركًا السلطة لسوكري والرئيس الجديد خوسيه برناردو دي تاغل. بدأ الصراع بين رئيس ليما (توري تاغل) ورئيس تروخيلو (ريفا أغويرو)، بعد فشل المحاولات الرامية إلى التوصل إلى اتفاق بين ممثليهما، الجنرال خوان سالازار والعقيد خوان مانويل إيتورغيي.
أبحر المحرر من غواياكيل في 6 أغسطس. رسى في كالاو في 1 سبتمبر 1823، وسط هتاف شعب ليما في بريج تشيمبورازو. قبِل ريفا أغويرو سلطة المحرر على مضض ولكنه سرعان ما بدأ التفاوض مع الملكيين. انتهى الصراع أخيرًا عندما ألقى فوج الكولونيل أنطونيو غوتيريز دي لا فوينتي القبض على ريفا أغويرو في تروخيو في 25 نوفمبر. نُفي إلى ألمانيا، حيث تزوج في يوليو 1826 من الأميرة كارولينا دي لوز كورزوم، وقاد حملة صحفية سلبية نشطة ضد بوليفار، قيل إنه خطط للقيام ببعثات إلى ولي عهد فرانسيسكو دي بادوا أو إلى بعض أمراء ألمانيا في أمريكا. بدأ الهجوم مصحوبًا بالتعزيزات الكولومبية. في 9 ديسمبر 1824، خاض معركة حاسمة في أياكوتشو، واستسلمت القوات الملكية في اليوم ذاته.
سرعان ما فقد نظام بوليفار شعبيته، لأنه نظام ذي طبيعة استبدادية ويمنح المواطنين حريات أقل مما كان عليه في السابق. في عام 1826، صاغ بوليفار دستورًا تداخل مع القوانين السابقة في بيرو، والتي عارضت خطط بوليفار بسبب النتائج غير المواتية للبلد، كانفصال غواياكيل عن بقية الدولة.

### الاستقلال البوليفي والمطالبات الإقليمية
تسبب استقلال شاركاس باندلاع أكبر مقاومة ضد بوليفار. خضعت شاركاس لسلطة ليما منذ عام 1810، مع وجود روابط تجارية وثقافية قوية مع بيرو، لمنع القوات الثورية من غزوها. في الواقع، دعت مجالس المدن إلى هذا الانضمام، وإن كان في الحقيقة مناورة يقوم بها النائب لتبرير سياسته. استغل النائب أباسكال وجود بعض المعاقل الملكية في أمريكا الجنوبية لتنفيذ سياسة التوسع الإقليمي بشكل مستقل إلى إسبانيا على حساب نائب بوربون الذي انهار بسرعة، ومثّل ذلك إستراتيجية لشن هجوم على مجالس الحكم.
تمكنت البعثات من التسلح ما سمح لها باستعادة أراضي النائب القديمة، وذلك تزامنًا مع الدعاية القوية المناهضة لنابليون في بيرو، وإرسال الأموال والتعزيزات إلى حلفائها. كان من شأن رفض هذه النزعة التوسعية أن يتسبب بتدخلات على طول النهر التشيلي (1820-1821) وكولومبيا الكبرى (1823-1826) التي حققت هدفها المتمثل في إنهاء عمل أباسكال. من ناحية أخرى، لم يعارض الوطنيون البيروفيون سياسة الاندماج هذه قط، وذلك بسبب الطبيعة الزائلة لحركاتهم التي حالت دون ذلك. كانت سياسة أباسكال المتمثلة في استعادة الأراضي وتحويل بيرو إلى مركز رمزي ومادي لإعادة الانتشار في أمريكا الجنوبية ممكنة فقط بفضل تزامن السلطة الإسبانية والطبقة الأرستقراطية في بيرو.
استعرضت حكومات ليما الثورية إقليم شاركاس. كان ضمان السيادة البيروفية في شاركاس أحد الأسباب التي دفعت ريفا أغويرو إلى إرسال بعثة سانتا كروز قبل وصول بوليفار، إذ افترض أن الكولومبيين لم ينظروا إلى بيرو ذات القوة الهائلة على نحو إيجابي. تمخض عن ذلك كارثة عسكرية ومواجهة بين رئيس بيرو وبوليفار.